# Pablo Calucho
Juan Pablo Calucho Vargas (Cochabamba, 2 de febrero de 1980-Santa Cruz de la Sierra, 19 de mayo de 2021) fue un periodista boliviano, conocido también como el periodista del pueblo por realizar coberturas diarias y constantes al ciudadano en las calles.

## Biografía

### Primeros años
Pablo Calucho nació el 2 de febrero de 1980 en la ciudad de Cochabamba, pero creció y vivió en la ciudad de Santa Cruz de la Sierra dentro de una familia de periodistas. Realizó estudios en el Instituto Domingo Savio y en la Universidad Autónoma Gabriel René Moreno (UAGRM). Ingresó al mundo de la comunicación el año 1995, cuando todavía era un jovenzuelo de apenas 15 años de edad.
El año 2010, junto al periodista Ezequiel Serres, Pablo Calucho comenzó a ejercer el periodismo de investigación con el programa denominado "Secretos de la calle".

### Amenaza de muerte
El 9 de junio de 2010, el entonces alcalde de Santa Cruz Percy Fernández Áñez amenazó a Calucho con dispararle. El incidente se debió a que durante una entrevista periodística sobre la toma ilegal de los espacios públicos por parte de vendedores ambulantes en Santa Cruz, Calucho le preguntó al burgomaestre sobre las posibles soluciones al problema; Fernández se molestó y le respondió públicamente de la siguiente manera:

"A este (Pablo Calucho) lo voy a balear, tráiganme mi fusil"
Alcalde Percy Fernández Áñez (Santa Cruz de la Sierra, Bolivia; 9 de junio de 2010).

Ante estas declaraciones, la Federación Sindical de Trabajadores de la Prensa de Santa Cruz y la Asociación de Periodistas de Santa Cruz rechazaron contundentemente la amenaza de Percy Fernández, quien tenía antecedentes de amenazas similares contra otros periodistas. A su vez, la Asociación Nacional de la Prensa (ANP) exigió garantías para que los periodistas pudieran realizar su labor informativa.
Tiempo después, Calucho ingresó a trabajar en la Red UNO Santa Cruz, pero en julio del año 2017 fue despedido del canal televisivo debido a que sus cuentas de redes sociales que él había abierto tenían más seguidores que las mismas páginas oficiales del propio canal donde Calucho trabajaba.

### Encuesta para la alcaldía
Según un estudio de opinión realizado en marzo del año 2020 por la empresa encuestadora "Captura Consulting", logró demostrar que Pablo Calucho tenía en ese entonces el apoyo del 10,7 % de la población cruceña para que fuera el futuro alcalde de Santa Cruz de la Sierra, situando de esa manera a Calucho en el cuarto lugar por detrás de Rubén Costas, Angélica Sosa y Branko Marinkovic, y por encima de Jhonny Fernández, Rosario Schamissedine, Carlos Hugo Molina y Freddy Soruco.

### Últimos días y fallecimiento
En abril de 2021 se conoció la noticia pública de que Calucho estaba delicado de salud y se encontraba internado en terapia intensiva en el hospital, debido a que había contraído la enfermedad del coronavirus. Algunos padres del colegio donde estudia su hija organizaron una rifa para ayudar al periodista. Pero después de haber estado varios días internado, Pablo Calucho no pudo resistir y falleció el 19 de mayo de 2021 en la ciudad de Santa Cruz de la Sierra, a los 41 años de edad, víctima del Covid-19.